# 1909 en science-fiction
| Années de la science-fiction : 1906 - 1907 - 1908 - 1909 - 1910 - 1911 - 1912    |
| Décennies de la science-fiction : 1870 - 1880 - 1890 - 1900 - 1910 - 1920 - 1930 |

L'année 1909 est marquée, en matière de science-fiction, par les événements suivants.

## Naissances et décès

### Naissances
- 25 février : Edgar Pangborn, écrivain américain, mort en 1976.

## Prix
La plupart des prix littéraires de science-fiction actuellement connus n'existaient alors pas.

## Parutions littéraires

### Romans
- Beatrice the Sixteenth par Irène Clyde.
- L'Oiselle ou Royale énigme par Renée d'Anjou.
- Sternentau. Die Pflanze vom Neptunmond par Kurd Lasswitz.

### Nouvelles
- La machine s’arrête, par E. M. Forster.
- Le Rêve de Debs, par Jack London.